# Alexander Volkanovski
Alexander Volkanovski, né le 29 septembre 1988 à Wollongong (Australie), est un pratiquant australien d'arts martiaux mixtes (MMA) et ancien kick-boxeur. Il combat actuellement dans la catégorie des poids plumes de l'Ultimate Fighting Championship (UFC) où il est l’actuel champion du monde.
Ancien champion des poids plumes de l'Australian Fighting Championship (AFC), Alexander Volkanovski combat ensuite à l'Ultimate Fighting Championship (UFC). En décembre 2019, il devient le champion de la catégorie des poids plumes suite à sa victoire contre Max Holloway. Il perd son titre de champion en février 2024 contre Ilia Topuria. Un an plus tard, il récupère son titre contre Diego Lopes en avril 2025.

## Jeunesse et débuts au rugby à XIII
Alexander Volkanovski naît le 29 septembre 1988 à Wollongong, en Nouvelle-Galles du Sud, en Australie. Son père est né dans le village de Berantsi en Yougoslavie, en Macédoine du Sud (aujourd'hui Macédoine du Nord), tandis que sa mère est originaire de Grèce,. Il commence à s'entraîner à la lutte gréco-romaine dès son plus jeune âge et remporte deux fois le titre national à l'âge de 12 ans. Il décide d'abandonner la lutte à l'âge de 14 ans et se concentre alors sur une carrière dans la rugby à XIII en tant que joueur de première ligne,. Il fréquente le lycée Lake Illawarra pendant son adolescence et travaille comme bétonneur après avoir obtenu son diplôme,.
Il joue au niveau semi-professionnel pour les Warilla Gorillas dans la Group 7 Rugby League, où il reçoit la médaille Mick Cronin en 2010 en tant que meilleur joueur de la ligue. Il joue également un rôle crucial dans la victoire de Warilla en Premiership en 2011 et a reçu le prix de l'homme du match pour sa performance lors de la victoire de son équipe en Grande Finale contre Gerringong.
Alexander Volkanovski décide ensuite d'abandonner le rugby à XIII à 23 ans pour poursuivre une carrière professionnelle dans les arts martiaux mixtes (MMA) au cours de la seconde moitié de l'année 2011. Il affirme avoir regardé les événements de l'Ultimate Fighting Championship (UFC) depuis son enfance et louait souvent des cassettes VHS de l'UFC chez Blockbuster Video et achetait des pay-per-views de l'UFC à partir de l'âge de 14 ans,.
L'entraîneur Joe Lopez déclare qu'Alexander Volkanovski a commencé à s'entraîner au MMA à l'âge de 22 ans et à la lutte gréco-romaine pour rester en forme pendant la saison morte du rugby à XIII, où il pesait 97 kg. Cependant, il s'est vite rendu compte qu'il était passionné par ce sport et qu'il voulait aller le plus loin possible. Il devient rapidement un bon contreur avec une droite puissante et un lutteur offensif fantastique. Il participe d'abord à de nombreux combats amateurs dans la catégorie des poids moyens pour s'adapter à son poids de rugbyman avant de devenir professionnel et de passer à la catégorie des poids welters, des poids légers et enfin des poids plumes.
Alexander Volkanovski est basé au Freestyle Fighting Gym de Wollongong, mais il effectue régulièrement des stages d'entraînement au Tiger Muay Thai et au Bangtao Muay Thai & MMA de Phuket,, ainsi qu'au City Kickboxing d'Auckland, avec d'autres combattants de l'UFC, l'ancien champion des poids moyens Israel Adesanya, Dan Hooker ou encore Kai Kara-France. Parmi les membres de l'équipe d'Alexander Volkanovski figurent Eugene Bareman et Craig Jones.

## Carrière dans les arts martiaux mixtes

### Débuts (2012-2016)
Débutant en amateur dans la catégorie des poids moyens et faisant 4-0 avant de passer professionnel, Alexander Volkanovski combat dans diverses organisations de MMA dans la région Océanie en Asie de 2012 à juillet 2016 avant de signer avec l'Ultimate Fighting Championship (UFC). Il remporte un titre Pacific Xtreme Combat (PXC) et deux titres poids plumes de l'Australian Fighting Championship (AFC),. Il accumule un record de 13-1 avec 10 victoires consécutives avant de rejoindre l'UFC.

### Ultimate Fighting Championship(depuis 2016)

#### Série de victoires
Le 26 novembre 2016, il affronte le Japonais Yusuke Kasuya à Melbourne, en Australie, et remporte le combat par KO technique lors de la deuxième reprise. Le 11 juin 2017, il affronte le Japonais Mizuto Hirota à Auckland, en Nouvelle-Zélande, et remporte le combat par décision unanime après trois reprises.
Le 19 novembre 2017, il affronte le Néo-Zélandais Shane Young à Sydney, en Australie, et remporte le combat par décision unanime après trois reprises. Le 11 février 2018, il affronte le Canadien Jeremy Kennedy à Perth, en Australie, lors de l'UFC 221. Il remporte le combat par KO technique lors de la deuxième reprise.
Le 14 juillet 2018, il affronte l'Américain Darren Elkins à Boise, dans l'Idaho, et remporte le combat par décision unanime après trois reprises. Le 29 décembre 2018, il affronte l'Américain Chad Mendes à Inglewood, en Californie, lors de l'UFC 232. Il remporte le combat par KO technique lors de la deuxième reprise. Le 11 mai 2019, il affronte le Brésilien José Aldo à Rio de Janeiro, au Brésil, lors de l'UFC 237. Il remporte le combat par décision unanime après trois reprises.

#### Champion des poids plumes
Le 14 décembre 2019, il affronte l'Américain Max Holloway à Las Vegas, dans le Nevada, lors de l'UFC 245. Il remporte le combat par décision unanime et devient le champion de la catégorie des poids plumes,. Le 12 juillet 2020, il affronte de nouveau l'Américain Max Holloway à Abou Dabi, aux Émirats arabes unis, lors de l'UFC 251. Cette fois-ci, le combat est plus serré et il remporte ce dernier par décision partagée,.
Le 25 septembre 2021, il affronte l'Américain Brian Ortega à Las Vegas, dans le Nevada, lors de l'UFC 266. Il remporte le combat par décision unanime,. Sa prestation est désignée Combat de la soirée. Le 9 avril 2022, il affronte le Sud-Coréen Jung Chan-sung à Jacksonville, en Floride, lors de l'UFC 273. Il remporte le combat par KO technique lors de la quatrième reprise,. Sa prestation est désignée Performance de la soirée.
Le 2 juillet 2022, il affronte pour la troisième fois l'Américain Max Holloway à Las Vegas, dans le Nevada, lors de l'UFC 276. Il remporte le combat par décision unanime,.

#### Combat pour la ceinture des poids légers et défense de titre
Le 12 février 2023, il affronte le Russe Islam Makhachev à Perth, en Australie, lors de l'UFC 284. Il perd le combat par décision unanime,. Sa prestation est désignée Combat de la soirée. Le 8 juillet 2023, il affronte le Mexicain Yair Rodríguez à Las Vegas, dans le Nevada, lors de l'UFC 290. Il remporte le combat par KO technique lors de la troisième reprise,.

#### Nouvel essai pour le titre de champion des poids légers et perte du titre
Le 21 octobre 2023, il affronte pour la deuxième fois le Russe Islam Makhachev à Abou Dabi, aux Émirats arabes unis, lors de l'UFC 294. Il perd le combat par KO lors de la première reprise,,. Le 17 février 2024, il affronte le Géorgien Ilia Topuria à Anaheim, en Californie, lors de l'UFC 298. Il perd le combat par KO lors de la deuxième reprise,.

#### Champion des poids plumes à nouveau
Le 12 avril 2025, il affronte le Brésilien Diego Lopes à Miami, en Floride, lors de l'UFC 314. Il remporte le combat par décision unanime et devient ainsi le premier combattant de l'UFC à être deux fois champion de la catégorie des poids plume,,. Sa prestation est désignée Combat de la soirée.

## Vie personnelle
Alexander Volkanovski épouse sa femme Emma le 12 octobre 2012 ; ils ont trois filles et attendent une quatrième fille depuis mars 2025. Sa fille aînée Ariana est née en 2015, sa deuxième fille Arlie est née en 2017 et sa troisième fille Reign est née en 2023.
Il est apparu en tant qu'entraîneur dans Malaysia Invasion, une émission de télé-réalité de MMA amateur. En raison de son héritage paternel macédonien et maternel grec, il utilise le surnom « The Great » en référence à Alexandre le Grand, affirmant qu'il avait « un père macédonien et une mère grecque », comme lui. Il possède sa propre chaîne YouTube.

## Palmarès en arts martiaux mixtes

### Distinctions
- Ultimate Fighting Championship
  - Combat de la soirée (× 4) : face à Chad Mendes, Brian Ortega, Islam Makhachev et Diego Lopes[55],[33],[41],[52].
  - Performance de la soirée (× 1) : face à Jung Chan-sung[36].
- Australian Fighting Championship
  - Champion des poids plumes (deux fois)
- Cage conquest
  - Champion des poids mi-moyens
- Pacific Xtreme Combat
  - Champion des poids plumes
- Roshambo MMA
  - Champion des poids légers
  - Champion des poids welters
- Wollongong Wars
  - Champion des poids légers

### Historique des combats
| 31 combats     | 27 victoires | 4 défaites |
| Par KO         | 13           | 3          |
| Par soumission | 3            | 0          |
| Sur décision   | 11           | 1          |

| Résultat | Record | Adversaire            | Méthode                                       | Événement                                     | Date              | Round | Temps | Lieu                           | Notes                                                                             |
| -------- | ------ | --------------------- | --------------------------------------------- | --------------------------------------------- | ----------------- | ----- | ----- | ------------------------------ | --------------------------------------------------------------------------------- |
| Victoire | 27-4   | Diego Lopes           | Décision unanime                              | UFC 314 : Volkanovski contre Lopes            | 12 avril 2025     | 5     | 5:00  | Miami, Floride                 | Remporte le titre des poids plumes de l'UFC. Combat de la soirée.                 |
| Défaite  | 26-4   | Ilia Topuria          | KO (coup de poing)                            | UFC 298                                       | 17 février 2024   | 2     | 3:32  | Anaheim, Californie            | Perd le titre des poids plumes de l'UFC.                                          |
| Défaite  | 26-3   | Islam Makhachev       | KO (coup de pied à la tête et coups de poing) | UFC 294                                       | 21 octobre 2023   | 1     | 3:06  | Abou Dabi, Émirats arabes unis | Pour le titre des poids légers de l’UFC.                                          |
| Victoire | 26-2   | Yair Rodríguez        | TKO (coups de poing)                          | UFC 290                                       | 8 juillet 2023    | 3     | 4:19  | Las Vegas, Nevada              | Défend et unifie le titre des poids plumes de l'UFC.                              |
| Défaite  | 25-2   | Islam Makhachev       | Décision unanime                              | UFC 284                                       | 12 février 2023   | 5     | 5:00  | Perth, Australie               | Pour le titre des poids légers de l'UFC. Combat de la soirée.                     |
| Victoire | 25-1   | Max Holloway          | Décision unanime                              | UFC 276                                       | 3 juillet 2022    | 5     | 5:00  | Las Vegas, Nevada              | Défend le titre des poids plumes de l'UFC.                                        |
| Victoire | 24-1   | Jung Chan-Sung        | TKO (coups de poing)                          | UFC 273                                       | 10 avril 2022     | 4     | 00:45 | Jacksonville, Floride          | Défend le titre des poids plumes de l'UFC. Performance de la soirée.              |
| Victoire | 23-1   | Brian Ortega          | Décision unanime                              | UFC 266                                       | 25 septembre 2021 | 5     | 5:00  | Las Vegas, Nevada              | Défend le titre des poids plumes de l'UFC. Combat de la soirée.                   |
| Victoire | 22-1   | Max Holloway          | Décision partagée                             | UFC 251                                       | 12 juillet 2020   | 5     | 5:00  | Abou Dabi, Émirats arabes unis | Défend le titre des poids plumes de l'UFC.                                        |
| Victoire | 21-1   | Max Holloway          | Décision unanime                              | UFC 245                                       | 14 décembre 2019  | 5     | 5:00  | Las Vegas, Nevada              | Remporte le titre des poids plumes de l'UFC.                                      |
| Victoire | 20-1   | José Aldo             | Décision unanime                              | UFC 237                                       | 11 mai 2019       | 3     | 5:00  | Rio de Janeiro, Brésil         |                                                                                   |
| Victoire | 19-1   | Chad Mendes           | TKO (coups de poing)                          | UFC 232                                       | 29 décembre 2018  | 2     | 4:14  | Inglewood, Californie          | Combat de la soirée.                                                              |
| Victoire | 18-1   | Darren Elkins         | Décision unanime                              | UFC Fight Night: dos Santos vs. Ivanov        | 14 juillet 2018   | 3     | 5:00  | Boise, Idaho                   |                                                                                   |
| Victoire | 17-1   | Jeremy Kennedy        | TKO (coups de poing et de coude)              | UFC 221                                       | 11 février 2018   | 2     | 4:57  | Perth, Australie               |                                                                                   |
| Victoire | 16-1   | Shane Young           | Décision unanime                              | UFC Fight Night: Werdum vs. Tybura            | 19 novembre 2017  | 3     | 5:00  | Sydney, Australie              |                                                                                   |
| Victoire | 15-1   | Mizuto Hirota         | Décision unanime                              | UFC Fight Night: Lewis vs. Hunt               | 11 juin 2017      | 3     | 5:00  | Auckland, Nouvelle-Zélande     | Retour en poids plumes.                                                           |
| Victoire | 14-1   | Yusuke Kasuya         | TKO (coups de poing)                          | UFC Fight Night: Whittaker vs. Brunson        | 26 novembre 2016  | 2     | 2:06  | Melbourne, Australie           |                                                                                   |
| Victoire | 13-1   | Jai Bradney           | TKO (coups de poing)                          | Wollongong Wars 4                             | 8 juillet 2016    | 1     | NC    | Wollongong, Australie          | Remporte le titre des poids légers de la Wollongong Wars.                         |
| Victoire | 12-1   | Jamie Mullarkey       | KO (coup de poing)                            | Australian FC 15                              | 19 mai 2016       | 1     | 3:23  | Melbourne, Australie           | Défend le titre des poids plumes de l'AFC.                                        |
| Victoire | 11-1   | Yusuke Yachi          | Soumission                                    | Pacific Xtreme Combat 50                      | 4 décembre 2015   | 4     | 3:43  | Mangilao, Guam                 | Remporte le titre des poids plumes de la PXC.                                     |
| Victoire | 10-1   | James Bishop          | TKO (coups de poing)                          | Australian FC 13                              | 14 juin 2015      | 1     | 1:39  | Melbourne, Australie           | Remporte le titre des poids plumes de l'AFC.                                      |
| Victoire | 9-1    | David Butt            | TKO (coups de poing)                          | Wollongong Wars 2                             | 1er novembre 2014 | 2     | 1:52  | Thirroul, Australie            |                                                                                   |
| Victoire | 8-1    | Kyle Reyes            | Décision unanime                              | Pacific Xtreme Combat 45                      | 24 octobre 2014   | 3     | 5:00  | Mangilao, Guam                 | Retour en poids plumes.                                                           |
| Victoire | 7-1    | Jai Bradney           | Soumission                                    | Roshambo MMA 3                                | 26 juillet 2014   | 1     | 4:58  | Brisbane, Australie            | Défend le titre des poids légers du Roshambo MMA.                                 |
| Victoire | 6-1    | Rodolfo Marques Diniz | KO (coup de poing)                            | Australian FC 9                               | 17 mai 2014       | 1     | 3:41  | Albury, Australie              | Début en poids plumes.                                                            |
| Victoire | 5-1    | Greg Atzori           | Soumission                                    | Roshambo MMA 2                                | 1er février 2014  | 1     | NC    | Brisbane, Australie            | Début en poids légers. Remporte le titre vacant des poids légers du Roshambo MMA. |
| Victoire | 4-1    | Luke Catubig          | TKO (coups de poing)                          | Australian FC 7                               | 14 décembre 2013  | 3     | 4:39  | Melbourne, Australie           |                                                                                   |
| Défaite  | 3-1    | Corey Nelson          | TKO (coup à la tête et coups de poing)        | Australian FC 5                               | 10 mai 2013       | 3     | 0:13  | Melbourne, Australie           | Quart de finale du tournoi des poids welters de l'AFC.                            |
| Victoire | 3-0    | Anton Zafir           | TKO (coups de poing)                          | Roshambo MMA 1                                | 6 avril 2013      | 4     | 2:19  | Brisbane, Australie            | Remporte le titre des poids welters du Roshambo MMA.                              |
| Victoire | 2-0    | Regan Wilson          | TKO (arrêt du médecin)                        | Southern Fight Promotions: Cage Conquest 2    | 23 février 2013   | 1     | 2:49  | Nowra, Australie               | Remporte le titre des poids welters de la Cage Conquest.                          |
| Victoire | 1-0    | Gerhard Voigt         | Décision unanime                              | Revolution Promotions: Revolution at the Roxy | 19 mai 2012       | 3     | 5:00  | Sydney, Australie              | Début en poids welters.                                                           |